# Любовники из Модены
Любовники из Модены (итал. Amanti di Modena) — пара человеческих скелетов, обнаруженных в 2009 году археологами в современной Модене, Италия.
Оба скелета были похоронены со сцепленными руками, как полагают, между IV и VI веками нашей эры. Первоначально предполагалось, что они принадлежали мужчине и женщине, но научный анализ, проведенный Болонским университетом, показал, что скелеты принадлежат двум мужчинам. Сейчас пара выставлена в Гражданском музее Модены.
Родство этих двух мужчин одного возраста неизвестно, но один из исследователей из Болонского университета, Федерико Лугли, предположил, что они могли быть не любовниками, а родственниками, братьями, двоюродными братьями или солдатами, погибшими вместе в бою: некрополь, где они были найдены, мог быть военным кладбищем.
По его словам «Погребение двух мужчин, держащихся за руки, определённо не было обычной практикой в поздней античности… В позднеантичные времена маловероятно, чтобы гомосексуальная любовь могла быть так ясно определена людьми, которые провели захоронение».